# Skałopil
Skałopil (ukr. Скалопіль) – wieś na Ukrainie, w obwodzie winnickim, w rejonie czerniweckim, nad Murafą. W 2001 roku liczyła 112 mieszkańców.